# 楊準 (嘉靖進士)
楊準（1519年—？），字汝平，一字汝宅，號安吾，直隸常州府宜興縣人，軍籍，明朝政治人物。

## 生平
嘉靖十九年（1540年）庚子科應天鄉試第三名舉人，三十二年（1553年）中式癸丑科會試第十九名，二甲第十二名進士。工部觀政，授戶部主事，升員外郎、郎中，三十八年出為衢州府知府，四十三年任河南按察司信陽兵备副使，升福建布政使司左參政，隆慶元年（1567年）正月考察去職。

## 家族
曾祖楊參；祖父楊伯和；父楊廷璿，母李氏。兄楊卓、楊阜（府同知）。